# Asceua arborivaga
Espèce
Asceua arborivaga est une espèce d'araignées aranéomorphes de la famille des Zodariidae.

## Distribution
Cette espèce est endémique de la région de Nzérékoré en Guinée,. Elle se rencontre sur le mont Nimba.

## Description
La femelle holotype mesure 3,91 mm, les femelles mesurent de 3,91 à 4,47 mm.

## Systématique et taxinomie
Cette espèce a été décrite par Jocqué et Henrard en 2024.

## Publication originale
- Jocqué & Henrard, 2024 : « A revision of Afrotropical Asceua (Araneae, Zodariidae), ant-eating spiders with puzzling distributions. » African Invertebrates, vol. 65, no 2, p. 161-198 (texte intégral).